# Реймон Емо
Раймон Емо (фр. Raymond Aimos; 4 лютого 1889 — 22 серпня 1944) — французький кіноактор.
Застрелений як учасник руху опору під час звільнення Парижа від нацистів.

## Вибрана фільмографія
- 1932 — Дерев'яні хрести
- 1933 — 14 липня
- 1938 — Набережна туманів